# 3,7 cm Panzerabwehrkanone 36
A 3,7 cm Panzerabwehrkanone 36 (rövidítve 3,7 cm Pa.K. 36 vagy 3,7 cm PaK 36, magyarul 3,7 cm-es páncéltörő löveg 36) egy német könnyű páncéltörő löveg volt. A Magyar Királyi Honvédségben 36 M. 3.7 cm-es páncéltörő ágyú néven állt hadrendben.

## A löveg és gyártása

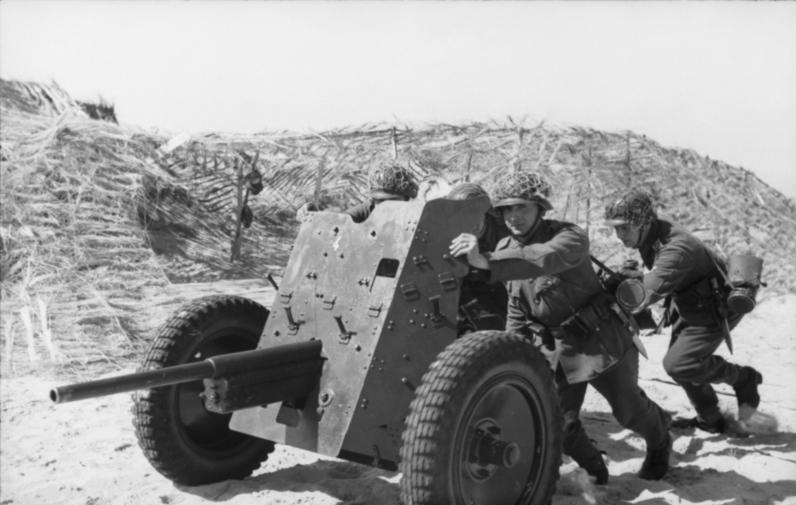
PaK 36-os Észak-Franciaországban, 1944-ben

A Rheinmetall egy lóvontatású, 3,7 cm-es páncéltörő löveg (megjelölése a 3,7 cm TaK L/45 volt) tervezését 1924-ben kezdte meg, majd az első lövegek 1928-ban érkeztek a csapatokhoz. Az 1930-as évek elejére a lóvontatású tüzérség elavulttá vált, ezért a löveget módosították a teherautókkal történő vontatáshoz. Az eredeti faküllős kerekek helyett magnéziumötvözetből készült keréktárcsákat és fúvott gumiabroncsokat szereltek a lövegre. A fegyvert ezután 3,7 cm PaK 35/36 névre keresztelték át, majd 1934-ben elkezdték vele felváltani a 3,7 cm PaK L/45-ös lövegeket. A fegyvereket először az 1936-os spanyol polgárháborúban vetették be.  A KwK 36 L/45 szerkezetileg megegyezett a vontatott változattal, de ezt különféle járművek fegyverzeteként alkalmazták, elsősorban a Panzer III harckocsik első példányainál. 
A PaK 36 tervezése idején képes volt minden páncélost megsemmisíteni néhány francia típust kivéve. A löveget úgy tervezték, hogy a lövegkezelők kézzel is mozgathassák, képesek legyenek vele szükséghidakon átkelni (pl árkok felett). Kis mérete miatt jól álcázható fegyver volt, ráadásul igen pontos volt. Repeszgránátja 5,4 km hatótávig volt használható. Összesen megközelítőleg 20000 darab készült, ebből 6000 exportra. A lövegeket a németek oldalán harcoló nemzetek is rendszeresítették, többek között Finnország, Magyarország, Románia és Szlovákia arzenáljában is szerepelt, de még Kínába is eladtak kisebb számú fegyvert. Több nemzet páncéltörő lövegének alapját alkotta a második világháború első éveiben, így a szovjet 45 mm-es és a magyar 4 cm-es löveg is erre alapult. 
Amivel kis kaliberű fegyver volt korlátozott volt a páncéltörő képessége, így a páncélosok fejlődése 1937 után már kétségessé tette a fegyver tartós sikerét, így elkezdték a váltótípus fejlesztését, valamint a hatékonyabb volfrám-karbid magvas lövedék gyártását. E megjelenésével a PaK 36 lövegek átütőképessége valamelyest javult.

## Alkalmazása
A löveg kezelőszemélyzete 5 fő volt. A lövegparancsnok felelt a célok megahatározásáért és a távolság felméréséért. A lövegirányzó és a töltőkezelő működtették a fegyvert, míg 2 fő a lőszereket készítette elő és adagolta a töltőnek, így elérve a percenkénti 13 lövéses tűzgyorsaságot. Erre azért volt szükség, mert az 1km elméleti hatásos távolságot egy 3-5 járműves szakasz mindössze 2-4 perc alatt meg tudja tenni. A lövegeket rendszerint 3 löveges szakaszokban használták, melyben motorkerékpáros felderítők és lőszerszállító tehergépkocsik is szerepeltek. E szakaszokat vagy a gyalogsági és a felderítő zászlóaljak nehéz századaiban (3 löveg), vagy a gyalogezredek ezredközvetlen, 4 szakaszból álló páncéltörő századaiban (12 löveg) használták. Emellett a hadosztályok rendszerint 2-3 hadosztályközvetlen 12 löveges századdal is bírtak. Így 1940-ben egy első-vonalbeli német gyaloghadosztály elméletileg 63-75 db Pak 36 löveggel bírt, azonban a hadosztályok többsége ennél jóval kevesebbet kapott. Mivel a páncéltörő ágyúk a korabeli terminológiában a gyalogság nehézfegyverei közé tartoztak és nem a tüzérséghez, így ezeket az egységeket nem "ütegnek" nevezték 
A Magyar Királyi Honvédségben ettől eltérően 4 löveg alkotott egy századot, mely két szakaszra oszlott. A legtöbb esetben a járműhiány miatt a lövegeket lóval vontatták és a lőszereket szekereken vagy taligán szállították, a szakaszhoz itt is tartoztak megfigyelők, akik lovon vagy motorkerékpáron is közlekedhetek. A páncélos hadosztályokban Botondok szállították e századokat. 1942-ben a honvédség könnyű hadosztályaiban minden zászlóalj kapott egy ilyen századot, és ezredenként egy 8 löveges századot (4 szakasz). E századokban német 3,7 és magyar 4 cm-es lövegek is szerepeltek. Az ezredközvetlen századokban ezeket a fegyvereket a németektől kapott 4,7, 5 és 7,5 cm-es ágyúk beérkezése után azok váltották. Összesen 822 db 4 cm-es magyar változat készült.
Az 1940 májusában zajló franciaországi hadjáratban a szövetségesek nehéz harckocsijai ellen, mint például a brit Matilda II vagy a francia Char B1 és a Somua S35 ellen csak a ritka, wolfram-karbid magvas Pz.Gr. 40. lőszerrel lehetett hatásos, azzal is csak bizonyos gyengébb pontok ellen, kis (300 m) távon, Ekkor kapta a „Heeresanklopfgerät”, szó szerint „katonai ajtókopogtató készülék” csúfnevet. A lövegek egy csoportjának sikerült kilőniük egy Char B1-est az oldalpáncélján keresztül. A PaK 36 képes átütni 35 mm-nyi 30°-ban megdöntött páncéllemezt. A Char B1 oldalpáncélja 40 mm-es volt, jóllehet teljesen függőleges. A lövegek 100 méteren belül voltak a harckocsitól, mikor sikeresen átütötték annak oldalát. Harctéri körülmények között ilyen eredményt igen nehéz volt elérni.
A háború ezen évében a löveg még képes volt felvenni a versenyt a szövetségesek által legnagyobb számban alkalmazott harckocsik ellen, mint az FT–17 a franciaországi hadjárat alatt és a szovjet T–26 a Barbarossa hadművelet alatt. Az ekkor a szovjetek birtokában álló 23 295 harckocsi 91%-át képes volt megsemmisíteni a Pak 36. A közepes harckocsik elterjedése viszont csökkentette a löveg hatékonyságát: a keleti fronton megjelenő szovjet T–34-es harckocsi ellen a löveg normál lőszerével csak a harckocsi alsó oldalpáncélzaton volt hatásos, illetve 300 méterig Pz.Gr. 40. lőszerrel a tornyot (ekkor még csak 52mm vastag!) át tudta ütni, így még 1942 őszén is a T-34 veszteségek 10%-át a Pak 36 okozta. Azonban a fegyver a KV nehéz harckocsik ellen még oldalról is hatástalan volt.
A löveg váltótársa a Pak37 kudarcnak bizonyult így a 3,7 cm-es eszköz 1942. március 1.-ig termelésben maradt, amikor az 5 cm-es Pak 38 váltotta fel a gyártósorokon. A PAK 36 költsége 5730 RM (Reichsmark) volt, és 900 munkaórát vett igénybe a gyártása, míg a jóval hatékonyabb PAK 40 költsége 12 000 RM, és 2000 munkaórát vett igénybe az előállítása. A Pak 36 azonban ezután is hadrendben maradt. Még 1943-ban is képes volt a szövetségesek páncélosainak 44,5%-át kilőni, így a páncélgépkocsikat, csapatszállítókat és a könnyű harckocsikat. Az brit cirkáló harckocsik és később az M4 Shermanok oldalai ellen hatékony maradt. Emellett az igen pontos löveg repeszgránátjával alkalmas volt a gyalogság támogatására, így rendszeresen alkalmazták géppuskafészkek, megerődített épületek, vagy bunkerek rombolására, mivel akár egy ablakon is könnyen be lehetett vele találni.
A lövegek jelentős része 1943 közepére leírásra került, a harci veszteségek és a jelentős elhasználódás miatt, hisz csak 1942 során 2 millió lövedéket használtak el e fegyverek. Miután a még meglévő PaK 36 lövegek egy részét kivonták a frontról, többet leszereltek az alvázukról, majd féllánctalpas járművekre helyezték őket, ezzel könnyű páncéltörő támogató járműveket létrehozva (például az Sd.Kfz. 251/10). 1943-ban a Stielgranate 41 kumulatív lőszer megjelenésével a PaK 36 már képes volt bármilyen vastag páncélzat átütésére, de csak 300 méteres távolságon belül (180 mm-t 300 m-en). Ez a magyar 4 cm-es változathoz is gyártásban volt.
A PaK 36-osokat így 1943 után is hadrendben tartották egyrészt a 2. vonalbeli alakulatoknál, amelyek nem kaptak új fegyvereket, másrészt az olyan egységeknél, ahol nehezebb ágyút nem lehetett használni, így az ejtőernyős és hegyivadász egységekhez juttatták el őket. A fegyver könnyű súlya lehetővé tette a kézzel történő mozgatást, így ezen mobilitásuk ideális fegyverré tette ezen egységek számára. Emellett városi harcok során is nagy számban alkalmazták őket, mivel a zárt, tagolt területen a max. 300 méterig hatásos gránátja elegendő volt.
Alkalmazták a kínai csapatok is a Japán ellen vívott háborúban: a tajercsuangi csata idején eredményesen lőttek ki velük Ha-Gó és Csi-Ha harckocsikat. Az első ilyen összecsapás során a kínai védők izgatottsága és önbizalma annyira megnőtt, a japánoké pedig lecsökkent, hogy a csata több percnyi időre megszűnt. A téli háború és a folytatólagos háború alatt finn katonák is használták, jelentősebb mértékben Suomussalmi védelme alatt. A magyar haderő végig alkalmazta a háború során a lövegeket, melyeket hegyvidéki és városi területeken sikeresen használtak a Stielgranate 41 lőszerrel. A világháború után Európa valamennyi hadserege kivonta a megmaradt eszközöket a szolgálatból, de a harmadik világban rövid ideig használatban maradt.

## A lőszer
Sprenggranate 34
- Lövedék súlya: 0,65 kg
- Csőtorkolati sebesség: 745 m/s

Panzergranate 39
- Lövedék súlya: 0,685 kg

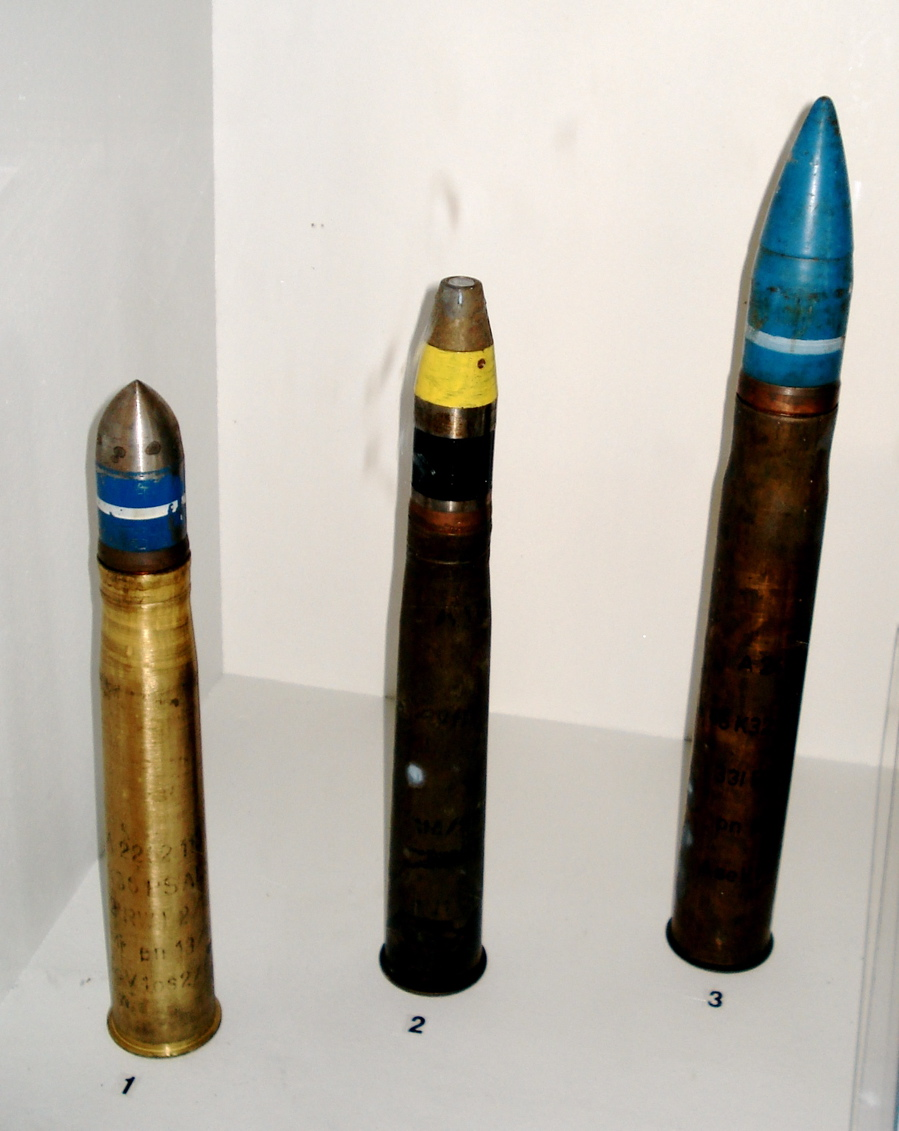
A PaK 36 kétféle lőszere egy szovjet 45 mm-es mellett (jobbra). Balra a 3,7 cm Panzergranate 40 páncéltörő, míg középen a 3,7 cm Sprenggranate 34 repeszhatású rombolólőszer látható

- Csőtorkolati sebesség: 760 m/s

Panzergranate 40
volfrám-karbid magvas lövedék, könnyebb, nagyobb csőtorkolati sebességgel, csak kis mennyiségben gyártották.
- Lövedék súlya: 0,368 kg
- Csőtorkolati sebesség: 1020 m/s

| Lőtávolság | Páncéláttütés (Pz.Gr.39) | Páncélátütés (Pz.Gr.40) | lőgyakorlat közben | harc közben |
| ---------- | ------------------------ | ----------------------- | ------------------ | ----------- |
| 100 m      | 34 mm                    | 64 mm                   | 100%               | 100%        |
| 500 m      | 29 mm                    | 31 mm                   | 100%               | 100%        |
| 1000 m     | 23 mm                    | 22 mm                   | 100%               | 85%         |
| 1500 m     | 19 mm                    | -                       | 95%                | 61%         |
| 2000 m     | -                        | -                       | 85%                | 43%         |

A páncélátütési számításokat 30°-ban megdöntött páncéllemezen végezték, a találati valószínűség Pzgr 40 lövedékre vonatkozik

### Stielgranate 41

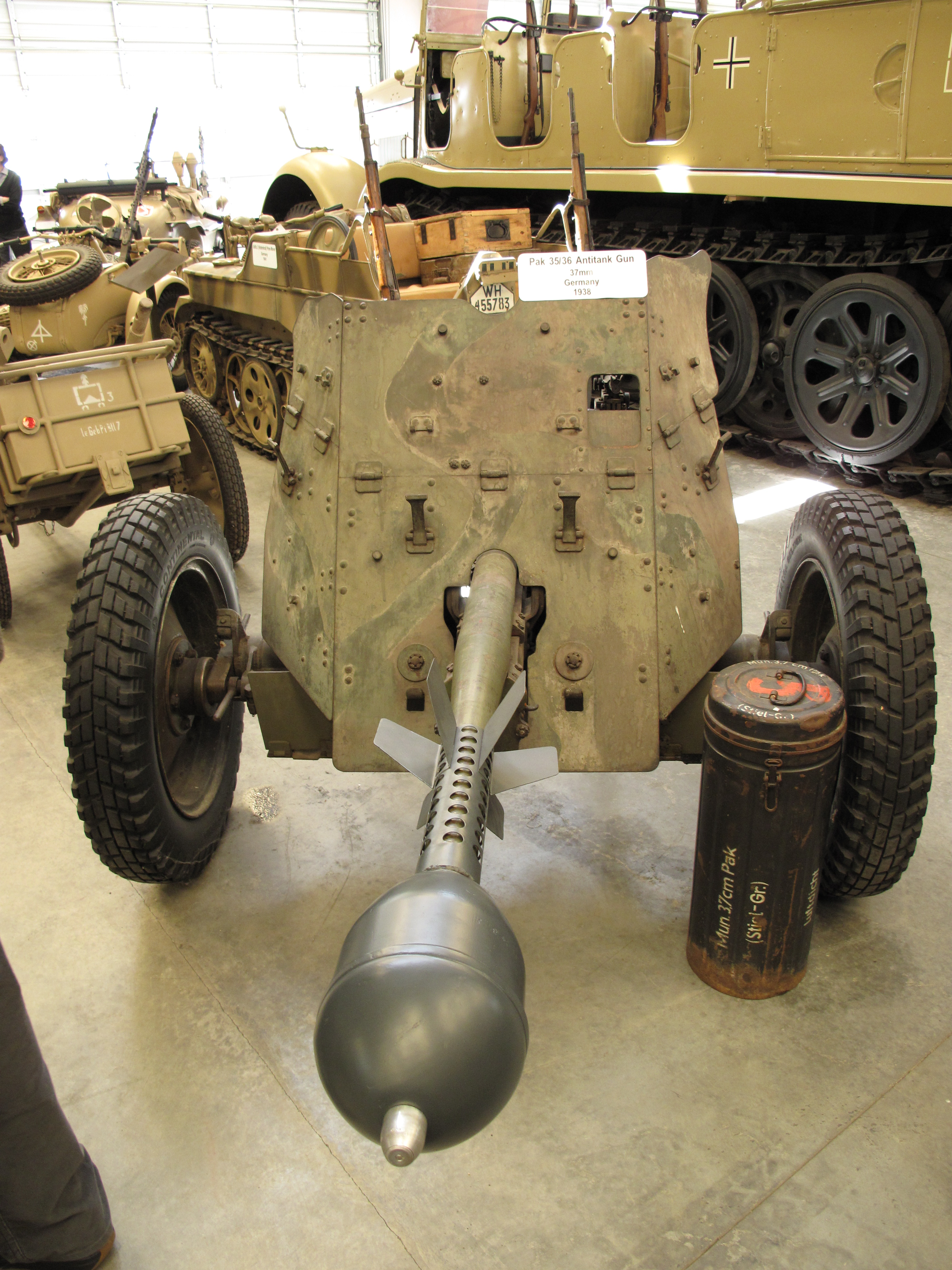
PaK 36 a Stielgranate 41 lövedékkel

1943-ban a Stielgranate 41 kumulatív lövedék bevezetésével a PaK 36 képessé vált bármilyen vastag páncélzat átütésére, habár a lövedék alacsony sebessége (110 m/s) nagyban korlátozta a lőtávolságot. 200 m távolságig 180 mm páncélt volt képes átütni, 300 m távolságon már csak álló cél ellen volt hatékony.

## Típusváltozatok
- 37 mm-es 1930 mintájú páncéltörő ágyú (1–K) – a Rheinmetall által szovjeteknek gyártott változat, melyen már végrehajtottak néhány módosítást a PaK 36 gyártásából okulva. Mindkettő képes volt alkalmazni a másik tölténytípusát (a szovjeté a 37×257 mm R-t tüzelte).[9] 1931–1932-ben 509 darabot adott át a német gyár a szovjet megrendelőnek.
- 40 M. páncéltörő ágyú – magyar fejlesztés, a korábban rendszeresített 40 mm-es Škoda 40 mm A17 L/47 űrmérethosszú ágyúcsövét alkalmazták. Ugyanazzal a lőszerrel tüzelhetett mint a légvédelmi célokra rendszeresített 40 mm-es Bofors légvédelmi gépágyú és a 40 M. Turán harckocsi, de a Stielgranate 41-et is bevethette.
- 7,5 cm Infanteriegeschütz 37 – gyalogsági támogatásra átalakított német változat, egy 75 mm űrméretű tarackot építettek rá a vázra, módosított lövegpajzzsal, 1944 júniusától gyártotta a Krupp, összesen 1304 darabot

## Fordítás
- Ez a szócikk részben vagy egészben  a(z)   3.7 cm Pak 36 című angol Wikipédia-szócikk ezen változatának fordításán alapul.  Az eredeti cikk szerkesztőit annak laptörténete sorolja fel. Ez a jelzés csupán a megfogalmazás eredetét és a szerzői jogokat jelzi, nem szolgál a cikkben szereplő információk forrásmegjelöléseként.